# 雪の中の二人
「雪の中の二人」（ゆきのなかのふたり）は、麻丘めぐみの通算10枚目のシングル。1974年12月15日発売。発売元はビクターエンタテインメント。

## 解説
- 麻丘にとっては、初の馬飼野康二による作曲作品である。

## 収録曲
- 両楽曲共に、作曲・編曲：馬飼野康二

1. 雪の中の二人（3分50秒）
作詞：千家和也
2. 恋にゆれて（3分7秒）
作詞：橋本淳

## 収録作品
- 麻丘めぐみBOX 72-77
- GOLDEN☆BEST 麻丘めぐみ